# Ломоносовская премия
Не путать с Премиями имени М. В. Ломоносова, называемыми иногда «Ломоносовскими» и присуждаемыми Московским государственным университетом.
Ломоно́совская пре́мия (1867—1918) — государственная академическая премия, учреждена правительством Российской империи 8 марта 1865 г. в память о заслугах, оказанных М. В. Ломоносовым отечественному просвещению.

## Учреждение премии
При подготовке к чествованию столетия со дня смерти М. В. Ломоносова, президент Императорской Академии наук, географ и исследователь Арктики Ф. П. Литке, обратился к министру народного просвещения А. В. Головнину с прошением об учреждении первой российской государственной премии, связывая её с именем знаменитого академика. Инициативу поддержали и 8 марта 1865 г. премия с названием «Ломоносовская» была учреждена. Она предназначалась «за особенно важные изобретения и открытия, сделанные в России в области промышленности и технических наук, и за лучшие сочинения»:18.
Присуждение премии было поручено Академии наук как высшему эксперту в вопросах науки. Из средств Государственного казначейства на эти цели ежегодно выделялась одна тысяча рублей. Академия наук, силами специально созданной Комиссии в составе академиков Физико-математического отделения Б. С. Якоби, Ю. Ф. Фрицше, П. Л. Чебышёва, Н. Н. Зинина, Н. И. Кокшарова и академиков Отделения русского языка и словесности И. И. Срезневского и Я. К. Грота, разработала порядок назначения Ломоносовской премии.
Так как в середине XIX века разработка новых технологий и изобретений для промышленного производства не входила в компетенцию Академии наук, комиссия ограничила действие премии поощрением выдающихся научных результатов в области фундаментальной науки и её прикладных приложений: «Ломоносовской премией могут быть награждаемы лишь такие труды, которые существенно обогащают науку или приводят к особенно полезным, важным и новым практическим применениям». Кроме того, было решено награждать премией работы лишь в тех областях знания, которые были предметом занятий самого Ломоносова и где он достиг блестящих результатов. Таким образом, действие премии не распространялось на работы по математике и механике. По этой причине академик П. Л. Чебышёв сформулировал особое мнение относительно присуждения Ломоносовской премии за физико-математические науки, однако это мнение комиссией не было учтено:19.
Конкурсы на соискание Ломоносовской премии было решено назначать ежегодно, поочередно по Физико-математическому отделению Академии и Отделению русского языка и словесности. По Физико-математическому отделению они проводились в чётные годы, по Отделению русского языка и словесности — в нечётные.
На Ломоносовскую премию распространялось общее академическое правило, не допускавшее действительных членов Академии к соисканию награды, которая присуждалась самой Академией.
На соискание Ломоносовской премии принимались оригинальные сочинения, написанные на русском языке и изданные в России в течение двух лет, предшествующих конкурсу, или же рукописные:19.
В том случае, когда премия не присуждалась на каком-либо конкурсе, она переходила на следующий конкурс по тому же отделению. Если она вновь не присуждалась, поступавшая из Государственного казначейства сумма обратно в казначейство не возвращалась, а оставалась в Академии
и причислялась к её специальным средствам.
Составленные комиссией «Правила о Ломоносовской премии» были одобрены 8 октября 1865 года Общим собранием Академии наук. Министр народного просвещения утвердил их 3 ноября 1865 г:20.

## Организационные особенности конкурса
В период с 1866 по 1918 годы на соискание Ломоносовской премии было объявлено 53 конкурса. Наградами были отмечены 60 авторов. Из общего числа лауреатов три человека были удостоены премии дважды. Это физик О. Д. Хвольсон, химик П. А. Лачинов и филолог В. В. Сиповский. Среди
лауреатов премии была одна дама — историк древнерусской литературы В. П. Адрианова.
Все допущенные к конкурсу сочинения подвергались тщательному разбору. Рецензентами подавляющей части конкурсных сочинений выступали сами академики, так как безвозмездное рецензирование работ по своей специальности было одной из обязанностей действительных членов Академии наук:27.
Ежегодно на конкурс поступали сочинения от одного до семи авторов, а в ряде лет не было подано ни одной работы. В общей сложности более 80 соискателей представили на конкурс свои труды. Небольшое число участников Ломоносовского конкурса объяснялось тем, что престиж единственной государственной премии был велик, а требования к работам очень строги:27.
Имена лауреатов объявлялись на годичном публичном заседании Академии 29 декабря. Правило было нарушено в 1870 и 1892 гг. В тот же день начиналась выдача денег по присужденным премиям. Однако в 1913 г. Общее собрание удовлетворило просьбу бухгалтера Академии наук о том, чтобы перенести срок выдачи премий на 2 января следующего года:28—29.

### Основные этапы присуждения премии
1. Определение числа поступивших к назначенному сроку конкурсных работ и их перечень
2. Создание конкурсной комиссии для рассмотрения сочинений, представленных на конкурс

авторами и членами Академии наук
1. Рецензирование конкурсных работ
2. Доклад конкурсной комиссии на заседании отделений Академии
3. Решения отделений Академии о присуждении премии
4. Утверждение решений отделений Общим собранием Академии
5. Объявление результатов конкурса на публичном заседании Академии 29 декабря
6. Публикация отчета о присуждении Ломоносовской премии

### Названия премии по годам
В соответствии с правилами о премии она называлась:
в 1866—1896 годах — Ломоносовская премия
в 1897—1918 годах — большая Ломоносовская премия и малая Ломоносовская премия
В отличие от других академических премий правила о Ломоносовской премии не предусматривали поощрения авторов почетными отзывами. Тем не менее, эта практика была заимствована с других конкурсов и распространилась на Ломоносовские премии. Начиная с 1898 г. лучшие труды, не получившие денежной награды, отмечались почетным отзывом:12.

## Прекращение премирования
Последним лауреатом, получившим денежную премию, была В. П. Адрианова. Последний лауреат Ломоносовской премии А. А. Брандт (1918) денег уже не получил.
В 1919 году на декабрьском Общем собрании Академии наук непременный секретарь С. Ф. Ольденбург заявил о невозможности дальнейших конкурсов на соискание Ломоносовских премий. Было решено отменить все конкурсы 1920 года. В следующем году, а именно 4 декабря 1920 года, Общее собрание Академии наук решило конкурсы «отменить впредь до нового постановления», которого так и не последовало:31.

## Награждённые учёные
Полный список награждённых:53—108:
1. 1867 — А. В. Горский и К. И. Невоструев за рукопись нового тома «Описания славянских рукописей Московской синодальной библиотеки», составлявшего продолжение первых четырёх томов этого труда, выходивших в свет с 1855 по 1862 годы.
2. 1868 — А. М. Бутлеров за «Введение к полному изучению органической химии» и А. В. Гадолин за сочинение «Вывод всех кристаллографических систем и их подразделений из одного общего начала».
3. 1869 — В. И. Даль за «Толковый словарь живого великорусского языка».
4. 1870 — А. Н. Энгельгардт и П. А. Лачинов за ряд химических исследований изложенных в работах «Об изомерных креозолах»[3] и «О нитросоединениях»[4].
5. 1872 — Г. Н. Скамони за рукопись «Гелиогальванографические способы печатания».
6. 1874 — А. Н. Лодыгин за открытие, сделанное в области электрического освещения.
7. 1875 — А. А. Потебня за сочинение «Из записок по русской грамматике»[5].
8. 1876 — Ф. Ф. Бейльштейн за химические работы, исполненные им над телами бензоилового ряда.
9. 1880 — М. А. Рыкачёв за сочинение «О суточном ходе барометра в России и некоторые замечания об этом явлении вообще» и Н. Н. Бекетов за работы по определению теплоты гидратации безводной окиси натрия и отношений её к углекислоте и об отношении водорода к безводной окиси натрия.
10. 1881 — А. И. Подвысоцкий за рукопись «Словаря областного Архангельского наречия в его бытовом и этнографическом применении»[6].
11. 1882 — И. П. де-Колонг за труды по девиации компаса.
12. 1883 — архимандрит Амфилохий (П. И. Сергиевский-Казанцев) за труды по древнеславянской письменности[7].
13. 1884 — Н. П. Петров за исследования теории трения в машинах.
14. 1888 — П. А. Лачинов и М. В. Ерофеев за исследования вопросов космографии, выразившиеся в анализе Ново-Урейского метеорита выявившим присутствие в нём алмазов.
15. 1890 — Э. Е. Лейст за представленные данные средних температур почвы в Павловске, анализ результатов и важные заключения относительно наиболее целесообразного способа установки почвенных термометров и влияний, оказываемых на температуру почвы различными метеорологическими элементами, в особенности осадками[8].
16. 1892 — О. Д. Хвольсон за актинометрические исследования[9].
17. 1894 — А. А. Каминский за труд «Годовой ход и географическое распределение влажности воздуха на пространстве Российской империи по наблюдениям 1871—1890 гг.»[10].
18. 1895 — Г. К. Ульянов за сочинение по сравнительной грамматике индоевропейских языков.
19. 1897 —  Е. Ф. Будде за работу «К истории великорусских говоров»[11] и Т. Д. Флоринский за сочинение «Лекции по славянскому языкознанию»[12].
20. 1898 —  Н. И. Андрусов за исследование ископаемых и живущих моллюсках семейства дрейссенсидов и полный свод сведений о неогеновых отложениях в южной России и Европе, имевших важное значение для изучения отложений кайнозойской группы[13],  Е. Ф. Буринский за оригинальный метод исследования, равный значению микроскопа, позволявший повышать контрастность изображения, и, конкретно за выявление текста ценных исторических документов[14],  П. И. Броунов за исследования и объяснения атмосферных явлений, рассмотренных как система вихревых движений[15].
21. 1899 — П. А. Сырку за первый том исследований исправления книг в Болгарии[16], Н. М. Тупиков за создание «Словаря древнерусских личных собственных имён»[17].
22. 1900 — П. Г. Меликов и Л. В. Писаржевский за «Исследование над перекисями»[18].
23. 1901 — Е. Ф. Карский за «Очерк славянской кирилловской палеографии»[19], А. Н. Ясинский за «Очерки и исследования по социальной и экономической истории Чехии в средние века»[20] и Г. И. Куликовский, награждённый почётным отзывом за «Словарь областного Олонецкого наречия в его бытовом и этнографическом применении»[21].
24. 1902 — Б. И. Срезневский за изучение результатов воздействие метеорологических факторов на всевозможные проявления жизни и, в частности, засухи 1891 года и сопровождавший её неурожай, пыльные туманы 1892 года, суровая зима 1893 года, небывалые барометрические максимумы 1893, 1896 и 1900 годов и др.[22]
25. 1903 — В. Н. Перетц за исследования старинной малорусской поэзии[23], А. И. Яцимирский за рукопись «Григорий Цамбак, очерк его жизни и деятельности»[24] и А. П. Кадлубовский, награждённый почётным отзывом за «Очерки по истории древнерусской литературы житий святых»[25].
26. 1904 — Н. А. Меншуткин за совокупность его обширных исследований в области теоретической химии[26].
27. 1905 —  С. К. Булич за «Очерк истории языкознания в России»[27], Е. И. Соколов за описание рукописей, рукописных карт и планов, рисунков, статей и сообщений, хранившихся в Обществе истории и древностей российских (в общей сложности автором было рассмотрено 1113 документов)[28] и награждённые почётным отзывом: Н. Н. Дурново за диалектологическую работу посвященную описанию говора одной деревни[29], А. И. Яцимирский за труд по истории памятников славянской письменности, хранящихся в библиотеках Румынии (в общей сложности автором было рассмотрено около 700 рукописей)[30].
28. 1906 —  Б. П. Вейнберг за исследование физико-механических свойств льда с названием «О внутреннем трении льда»[31].
29. 1907 — Е. В. Аничков за работу «Весенняя обрядовая песня на Западе и у славян»[32].
30. 1908 — О. Д. Хвольсон за создание «настольной книги всякого физика» — «Курса физики»[33].
31. 1909 — В. В. Сиповский за сочинение посвященное истории русского романа второй половины XVIII в.[34]
32. 1910 — А. В. Вознесенский за создание «Очерков климатических особенностей Байкала»[35].
33. 1911 — Г. А. Ильинский за докторскую диссертацию «Грамоты Болгарских царей»[36] и В. В. Сиповский за сочинение «Очерки из истории русского романа»[37].
34. 1912 —  Д. С. Рождественский за работу посвященную изучению аномальной дисперсии паров в непосредственной близости от соответствующих полос поглощения[38], П. Н. Чирвинский за сочинение о минералогическом и химическом составе гранитов и грейзенов[39] и отмечен почётным отзывом А. А. Сперанский за представленные результаты четырёхлетних наблюдений над разными элементами атмосферного электричества[40].
35. 1913 — С. Г. Вилинский за исследования в русской литературе[41], А. Д. Григорьев за исследование фольклора[42].
36. 1914 — Е. В. Бирон за труд «Сжатие при смешении нормальных жидкостей», посвященный вопросу природы концентрированных растворов неэлектролитов[43] и Н. Н. Яковлев за труд «Фауна верхней части палеозойских отложений в Донецком бассейне»[44].
37. 1915 — А. В. Михайлов за исследование древнеславянских источников[45].
38. 1916 —  М. Д. Залесский за труд «Естественная история одного угля»[46].
39. 1917 — В. П. Адрианова за исследование русского духовного стиха[47] и, награждённый почётным отзывом, К. А. Труш за рукопись «Словаря к начальной русской летописи по Лаврентьевскому списку»[48].
40. 1918 — А. А. Брандт за труд «Основания термодинамики»[49].